# سديم الكوز
سديم الكوز أو سديم المخروط Cone Nebula ؛ هي منطقة هيدروجين II في كوكبة وحيد القرن ، اكتشفة وليام هيرشيل في عام 1784، وذلك باستخدام تلسكوب عاكس
.سمى بهذا الاسم بسبب شكله الواضح الذي يشبة المخروط . يقع سديم الكوز في الجزء الجنوبي من إن جي سي 2264 ، وهو على بعد 830 فرسخ فلكي أو 2700 سنة ضوئية من الأرض. 
سديم الكوز سديم مظلم خافت طويل يمتد إلى ما يقرب من سبع سنوات ضوئية، ويتكون من جزيئات الهيدروجين البارد والغبار . ويقع أمام سديم إشعاعي خافت يحتوي على الهيدروجين المتأين سببة النظام النجمي المتعدد والمتغير 15 وحيد القرن ألمع نجم في إن جي سي 2264.